# بو كيمبل
بو كيمبل (بالإنجليزية: Bo Kimble)‏ مواليد 9 أبريل 1966 في فيلادلفيا، هو لاعب كرة سلة أمريكي سابق بدأ مسيرته الاحترافية في سنة 1990. تم اختياره من قبل فريق لوس أنجلوس كليبرز خلال الدرافت. يبلغ طوله 6 قدم 4 بوصة (1.9 م). اعتزل اللعب في 1998. أحرز خلال مسيرته في الإن بي إيه 574 نقطة بمعدل 5.5 نقاط في المباراة الواحدة.

## روابط خارجية
- بو كيمبل على موقع إن بي أي (الإنجليزية)
- بو كيمبل على موقع سبورتس رفرنس (الإنجليزية)
- بو كيمبل على موقع كرة السلة الأوروبية.كوم (الإنجليزية)
- بو كيمبل على موقع كلية كرة السلة في سبورتس رفرنس.كوم (الإنجليزية)
- بو كيمبل على موقع ريلجم (الإنجليزية)
- بو كيمبل على موقع بروبوليرز (الإنجليزية)